# Schenkelspalt
Der Schenkelspalt oder Schenkelkanal (Canalis femoralis) ist in der Veterinäranatomie eine Rinne auf der Innenseite des Oberschenkels. Er wird vorn vom Musculus vastus medialis und hinten von Musculus pectineus und Musculus adductor magnus begrenzt. Zur Mitte hin wird der Kanal von der Oberschenkelfaszie bedeckt. Er entspricht in etwa dem Canalis adductorius des Menschen.
Im Schenkelspalt verlaufen die Arteria femoralis (Oberschenkelarterie), die Vena femoralis (Oberschenkelvene), der Nervus saphenus und Lymphgefäße von der Lacuna vasorum und dem Schenkeldreieck zur Kniekehle. Bei Pferden liegen hier auch die tiefen Leistenlymphknoten, beim Hund der Lymphonodus femoralis. Durch die oberflächliche Lage der Arteria femoralis wird in der Tiermedizin im Schenkelspalt bei Hunden, Katzen, Schafen, Ziegen und Heimtieren der Puls beurteilt.